# Kozjak (jezero)
Kozjak je najveće i najdublje jezero u Nacionalnom parku Plitvička jezera.

## Opis
Površina jezera je 81,5 hektara, a dubina 46,4 metara. Nalazi se na granici Gornjih i Donjih jezera te je nastalo prirodnim potapanjem slapišta i spajanjem dva jezera. Na jezeru se nalazi jedan otok, Štefanijin otok.
Ime Kozjak dolazi od koza koje su, prema legendi, bježeći od vukova prelazile preko zaleđenog jezera te propale u ledu.